# Aragacotn (miejscowość)
Aragacotn – wieś w Armenii, w prowincji Aragacotn. W 2011 roku liczyła 1015 mieszkańców.